# باغ معروف
باغ معروف ( (بالفارسية: باغ معروف) ، بالحروف اللاتينية Bāghe Ma'rūf، Ma'rūf، وBāghe Ma'roof. ) وهي بلدة تقع في مقاطعة تبريز، في محافظة أذربيجان الشرقية، إيران. في تعداد عام 2006، بلغ عدد سكانها 7961 نسمة.